# 太白山脈
38°13′29″N 128°11′7″E / 38.22472°N 128.18528°E

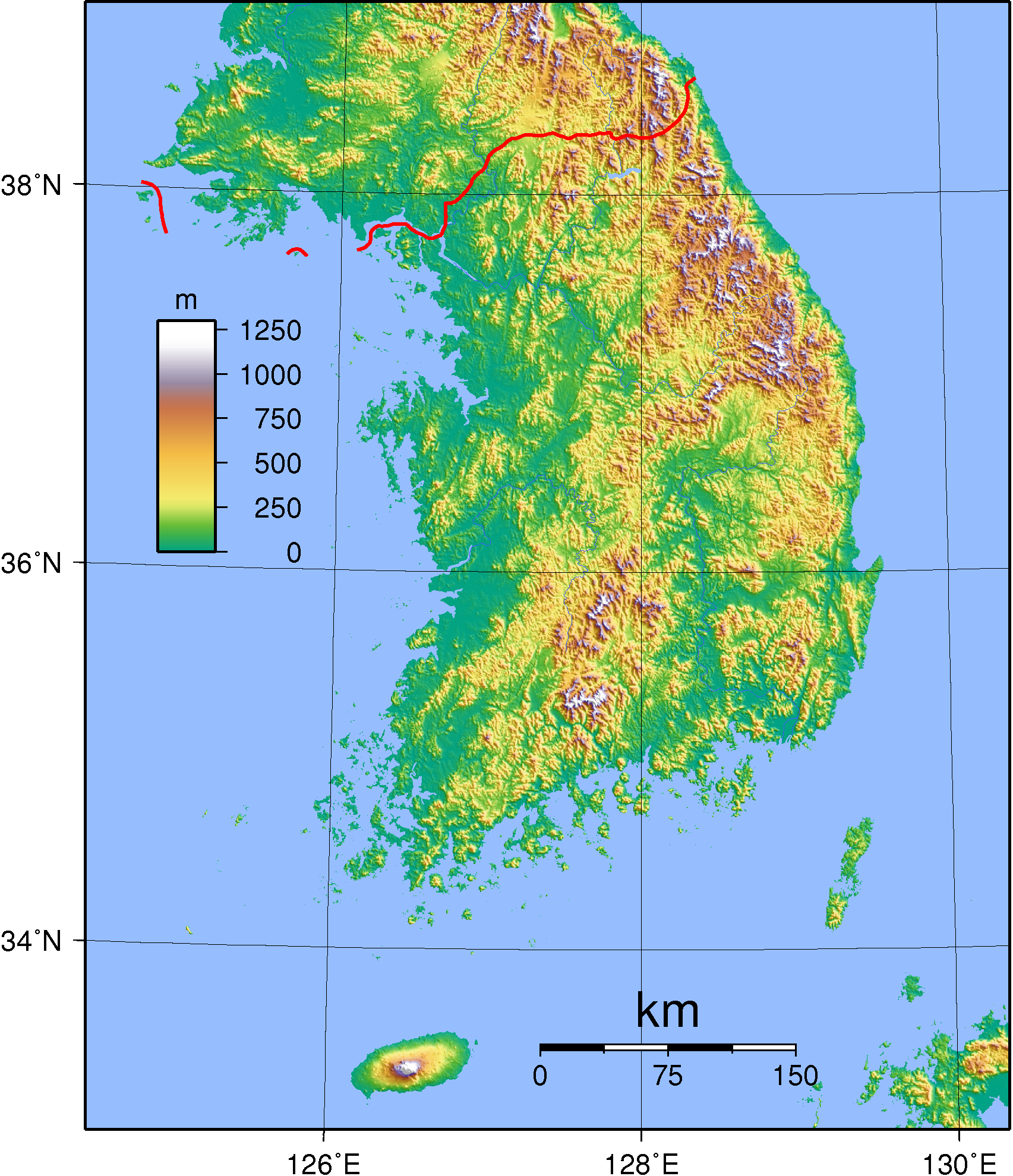
朝鮮半島地形圖

太白山脈為韓國和朝鮮兩國之主要山脈，縱貫朝鮮半島東部，為半島之主體骨幹，東側緊臨日本海（韓國和北朝鮮稱東海），山脈呈南北走向，港埠都市釜山踞於山脈之末。半島南部二大水系洛東江和漢江皆源自太白山脈。
山脈最高峰為位於韓國江原道境內之雪嶽山，標高1,708公尺，為全韓第三高山、本土第二高山，是著名觀光景點。北朝鮮境內之名勝金剛山（1,638公尺）亦為太白山脈高峰之一。